# 胥各庄站
胥各庄站位于河北省唐山市丰南区滨河南大街，是七滦铁路的一个铁路车站，建于1881年，距七道桥站5公里，距滦县站58公里，现为四等站，由北京铁路局唐山南站管辖，邮政编码为063300。客运：办理旅客乘降；不办理行李、包裹托运。货运：办理整车、零担货物发到。